# Julian Jarrold
Julian Edward Peter Jarrold (né le 15 mai 1960  dans le Norfolk) est un réalisateur de cinéma et de télévision britannique.

## Biographie
D'ascendance huguenote lyonnaise, suite la révocation de l'édit de Nantes la famille Jérauld est arrivée dans le Suffolk à la fin du XVIIe siècle, avant de fonder Jarrolds à Norwich en 1823.
Il fréquente la Gresham's School à Holt, avant de poursuivre ses études au Trinity & All Saints College à Leeds. 
Jarrold se marie en 2005 avec Jo Higgins, habitant à Primrose Hill près de Camden au nord de Londres.

## Filmographie

### Cinéma
- 1995 : Some Kind of Life
- 2005 : Kinky Boots
- 2007 : Jane (Becoming Jane)
- 2008 : Retour à Brideshead (Brideshead Revisited)
- 2015 : A Royal Night Out

### Télévision
- 1983 : Dramarama (série télévisée)
- 1990 : Children's Ward (série télévisée)
- 1993 : Fighting for Gemma (téléfilm)
- 1994 : Medics (série télévisée)
  - épisode All in the Mind
  - épisode Changing Faces
- 1994 : Cracker (série télévisée)
  - épisode The Big Crunch
- 1996 : Affaires non classées (Silent Witness) (série télévisée)
- 1997 : La Part du diable (Touching Evil) (série télévisée)
  - épisode Deadly Web
  - épisode Through the Clouds
- 1997 : Painted Lady (téléfilm)
- 1999 : Great Expectations (en) (téléfilm)
- 1999 : All the King's Men (téléfilm)
- 2000 : Never Never (téléfilm)
- 2002 : Crime and Punishment (téléfilm)
- 2002 : White Teeth (série télévisée)
- 2003 : The Canterbury Tales (série télévisée)
  - épisode The Man of Law's Tale
- 2003 : Anonymous Rex (téléfilm)
- 2011 : Une Femme de Confiance (Appropriate Adult, téléfilm en deux parties)
- 2012 : The Girl (téléfilm)
- 2016 : Témoin à charge (mini-série)
- 2022 : This England (mini-série)

### Producteur
- 1988 : The Other Side of Midnight (série télévisée)